# Evangelische Hauptkirche Rheydt

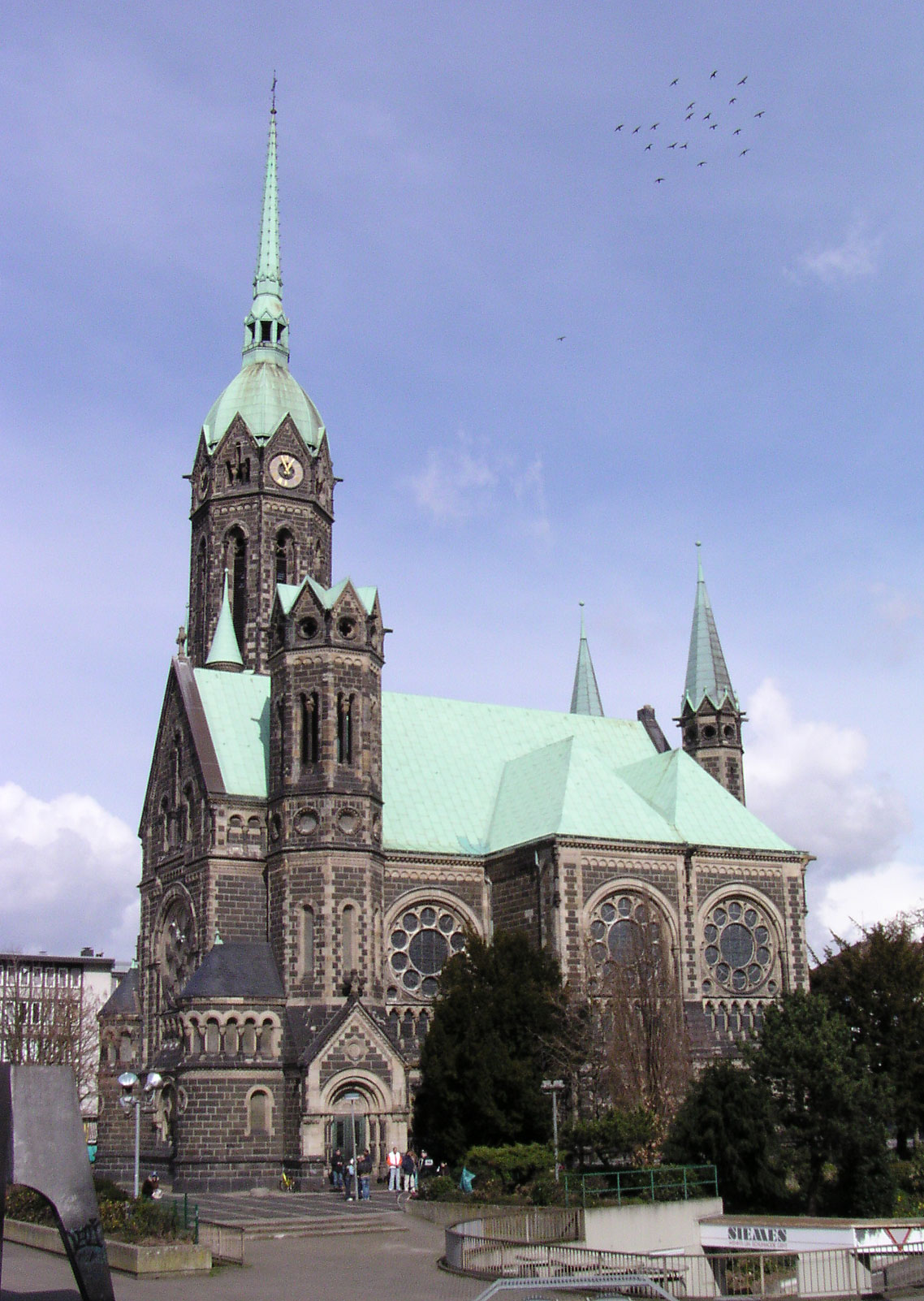
Evangelische Hauptkirche Rheydt von Südwesten (2007)

Die Evangelische Hauptkirche Rheydt ist ein evangelisches Kirchengebäude in Rheydt, einem Stadtteil von Mönchengladbach. Sie wurde zu Beginn des 20. Jahrhunderts als zweites Gotteshaus an gleicher Stelle errichtet.

## Geschichte des Vorgängerbaus
An der Stelle des 1899–1902 von dem berühmten Berliner Kirchenbaumeister Professor Johannes Otzen (1839–1911) erbauten Wahrzeichens der ehemals selbstständigen Stadt Rheydt befand sich auf dem Marktplatz bis 1899 die Alte Hauptkirche, deren Ursprünge bis ins Mittelalter zurückreichten. Im 16. Jahrhundert wurde diese ursprünglich dem heiligen Alexander geweihte Dorfkirche mit fast der ganzen Bevölkerung der Jülich’schen Unterherrschaft Rheydt evangelisch und diente seit 1587 (endgültig seit 1633) dem reformierten Gottesdienst. 1741 erfolgte durch die Einfügung eines länglichen Querbaus zwischen Turm und Chor eine Umgestaltung zur evangelischen Predigtkirche, in der sich die wachsende Gemeinde ihrem Bekenntnis gemäß um Kanzel und Abendmahlstisch versammeln konnte.
Mit dem Anwachsen Rheydts infolge der Industrialisierung erwies sich die Alte Hauptkirche schon in der frühen zweiten Hälfte des 19. Jahrhunderts als zu klein.

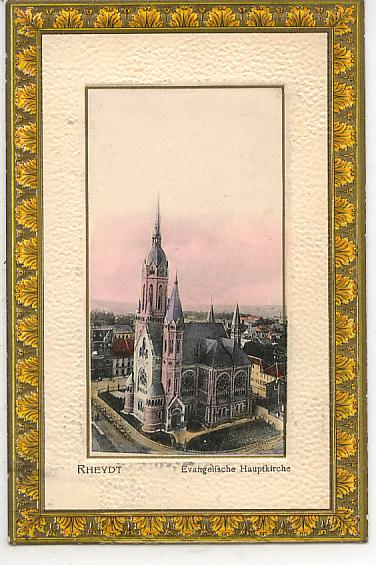
Ev. Hauptkirche Rheydt: Der Südwestturm trägt noch den heute fehlenden spitzen Helm (Kolorierte Ansichtskarte um 1905).

## Neubau (1899–1902)
Als dann auch die 1866 als Filialkirche in Dienst gestellte Friedenskirche nicht mehr ausreichte, den immer weiter steigenden Raumbedürfnissen Abhilfe zu schaffen, legte man die alte Kirche am Markt nieder, um die „Neue Hauptkirche“ zu errichten. Erhalten blieben lediglich die Grabplatte der Familie Otto von Bylandts (heute eingemauert am Eingang zur Sakristei) sowie weitere Erinnerungsstücke (drei Säulen, Türsturz, Turmkreuz, Tafel zum Reformationsfest 1817), die heute im Erdgeschoss des Hauptturmes zu sehen sind.
Der stattliche Neubau sollte im Unterschied zu dem schlichten Vorgängerbau den Wandel Rheydts zur Industriestadt signalisieren und stellte sich auch dem 1897 erbauten neuen Rathaus würdig zur Seite. Bei aller aufwändigen Ausführung und sehr prachtvollen Innenausstattung wurde die evangelisch-reformierte Raumordnung des Vorgängerbaus aufgegriffen und weitergeführt, indem man sich bewusst für den Architekten Johannes Otzen und sein 1891 veröffentlichtes Wiesbadener Programm entschied. Er bezeichnet seinen an den Bedürfnissen des evangelischen Gottesdienstes orientierten und auch in Rheydt konsequent umgesetzten Zentralraum darin als „Versammlungshaus der feiernden Gemeinde“. Baugeschichtlich knüpft die Hauptkirche damit an die Tradition protestantischer Gemeinde- und Predigtkirchen des 17. und 18. Jahrhunderts an. Auch der figürlich und floral besonders ausgestaltete Kanzelaltar, der eine ausgezeichnete Hörbarkeit und Sichtbarkeit des Predigers von allen 1200 Sitzplätzen ermöglicht, unterstreicht das. Rein stilistisch ist dieser Bau des Späthistorismus kaum einzuordnen. Der Neugotiker Otzen verwendet, durch die Zusammenführung romanischer und gotischer Stilelemente, bewusst einen „Kombinationsstil“. Die einzelne Form, wie auch die figürliche und florale Ausmalung im frühen Jugendstil, ist dabei immer der Konzentration aller Gottesdienstteilnehmer auf Kanzel und Altar – beide mit gleichem Rang platziert – untergeordnet. Das Miteinander der Formen und Ornamente ergibt aber ein durchdachtes „Gesamtkunstwerk“.

## Die Hauptkirche nach dem Zweiten Weltkrieg
Im Zweiten Weltkrieg erlitt das Bauwerk schwere Schäden an den Dächern, der größte der drei Nebentürme blieb beim Wiederaufbau zur Mahnung an die Zerstörungen im Zweiten Weltkrieg ohne seinen ursprünglich spitz auslaufenden Helm. Bis auf die Fenster blieb die originale Ausstattung einschließlich der heute sehr kostbaren spätromantischen Sauer-Orgel aus dem Jahr 1902 erhalten. Eindringendes Wasser beschädigte allerdings große Teile der Jugendstilausmalung. Bei der Innenrenovierung von 1962 entschied sich die Gemeindeleitung aus theologischer Überzeugung und auch aus Gründen des Zeitgeschmacks dafür, den Innenraum möglichst nüchtern und ohne jeden malerischen Schmuck zu erneuern. Durch diese Purifizierung wurde der ursprüngliche Gesamteindruck der Hauptkirche empfindlich gestört.
Im Jahr 2001 beschloss das Presbyterium, die originale farbige Raumfassung von 1902 wiederherzustellen. Davon ausgenommen sind die beiden Christus-Darstellungen am Triumphbogen. Nachdem bereits seit 1997 die originalgetreue Wiederherstellung des Kanzelaltars sowie der Nachbau fehlender Beleuchtungskörper durch das Engagement des 1995 gegründeten „Förderkreises Hauptkirche“ erreicht worden war, gelang es im Jahr 2004 mit EU-Fördermitteln des INTERREG-IIIA Projektes „Menschen und Kirchen im Dialog über Zeiten und Grenzen“ und durch viele Spenden aus der Kirchengemeinde und der Bürgerschaft Mönchengladbachs die Raumfassung des Innenraums bis auf die Bereiche unter den Emporen des Querhauses zu rekonstruieren. Als Basis für die Restauration des Innenraums der Hauptkirche dienten neben freigelegten Befunden überwiegend historische Fotos.
Im November 2011 wurde die Kunstverglasung von 1962 im Bereich der Apsis und unterhalb der Orgelempore durch Fenster nach Entwürfen des Glasbildners Thomas Kuzio ersetzt. Im Jahr 2017 konnte die Ausmalung der Gewölbekappen unter der Orgel- und den Seitenemporen restauriert werden.
Seit November 2011 ist die Evangelische Hauptkirche Nagelkreuzzentrum.

### Daten
| Architekt                   | Johannes Otzen    |
| Bauleiter                   | Wilhelm Maack     |
| Baubeginn                   | 20. November 1899 |
| Datum der Indienststellung  | 2. Dezember 1902  |
| Veranschlagte Baukosten     | 531.000,00 Mark   |
| Endgültige Baukosten        | 603.888,13 Mark   |
| Ursprüngliche Sitzplatzzahl | 1.294             |
| Heutige Sitzplatzzahl       | 1.200             |
| Höhe des Hauptturms         | 72 m              |

## Architektur

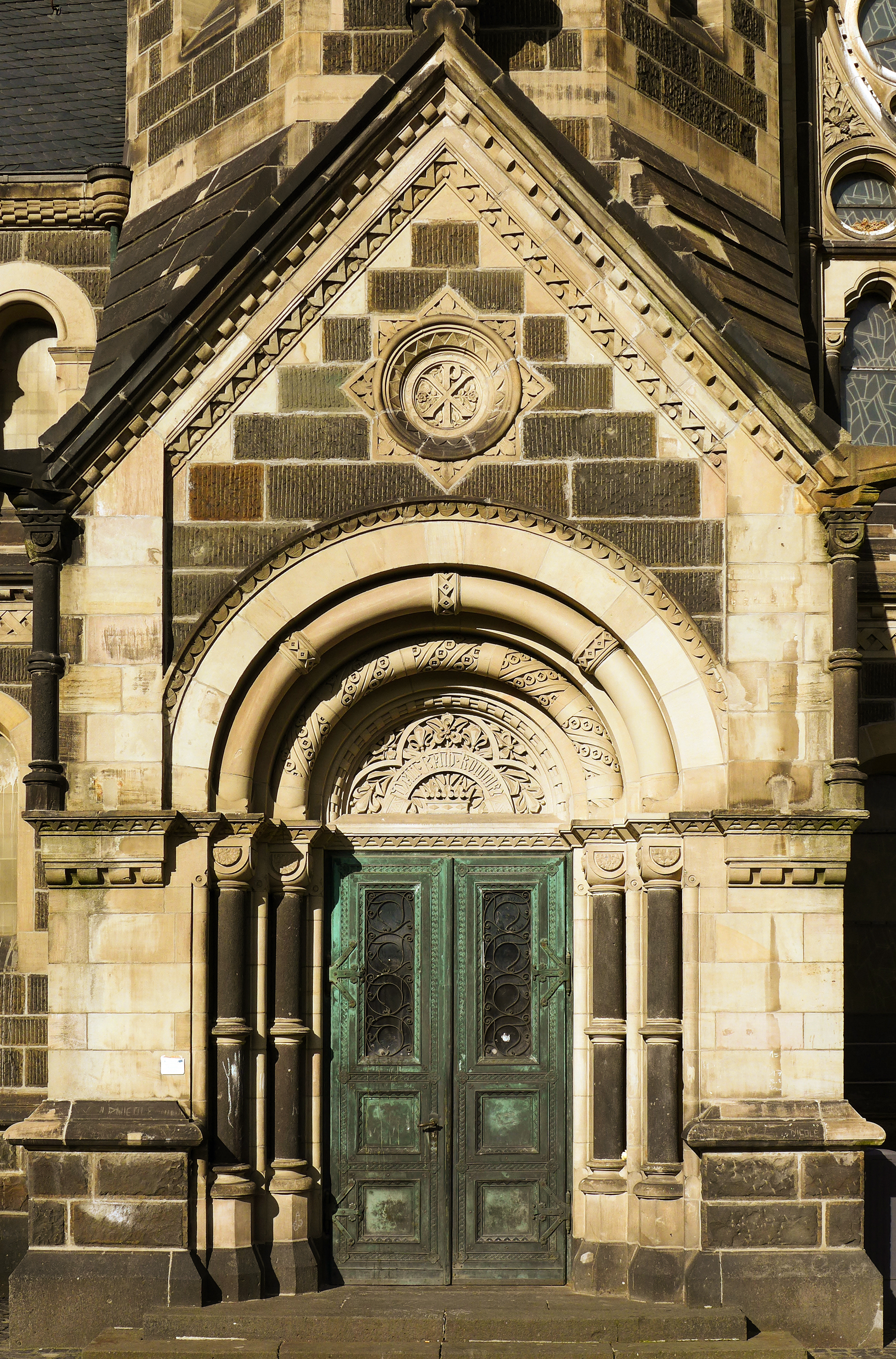
Portal (Südwesten)

In der Außenansicht erscheint die Kirche als kurze einschiffige Anlage von vier Jochen mit steilem Satteldach, anstelle eines Querhauses durch zwei gleich hohe Seitenschiffjoche unter abgewalmten Zwerchdächern hallenartig erweitert. Der Bau besitzt eine eingezogene, zweidrittelkreisförmig gerundete Apsis mit schlanken Chortürmen und ein schmales vorspringendes Westjoch, im Süden durch den Hahnenturm flankiert. Im Norden steht, zurückversetzt in den Winkel zwischen Lang- und Querhaus, der übergroße Hauptturm als städtebauliches Gegengewicht zum Rathausturm.
Das Kirchengebäude wurde unter Nr. H 020 am 14. Mai 1985 in die Denkmalliste der Stadt Mönchengladbach eingetragen.

Innenansicht der Evangelischen Hauptkirche Rheydt 1902

## Orgel

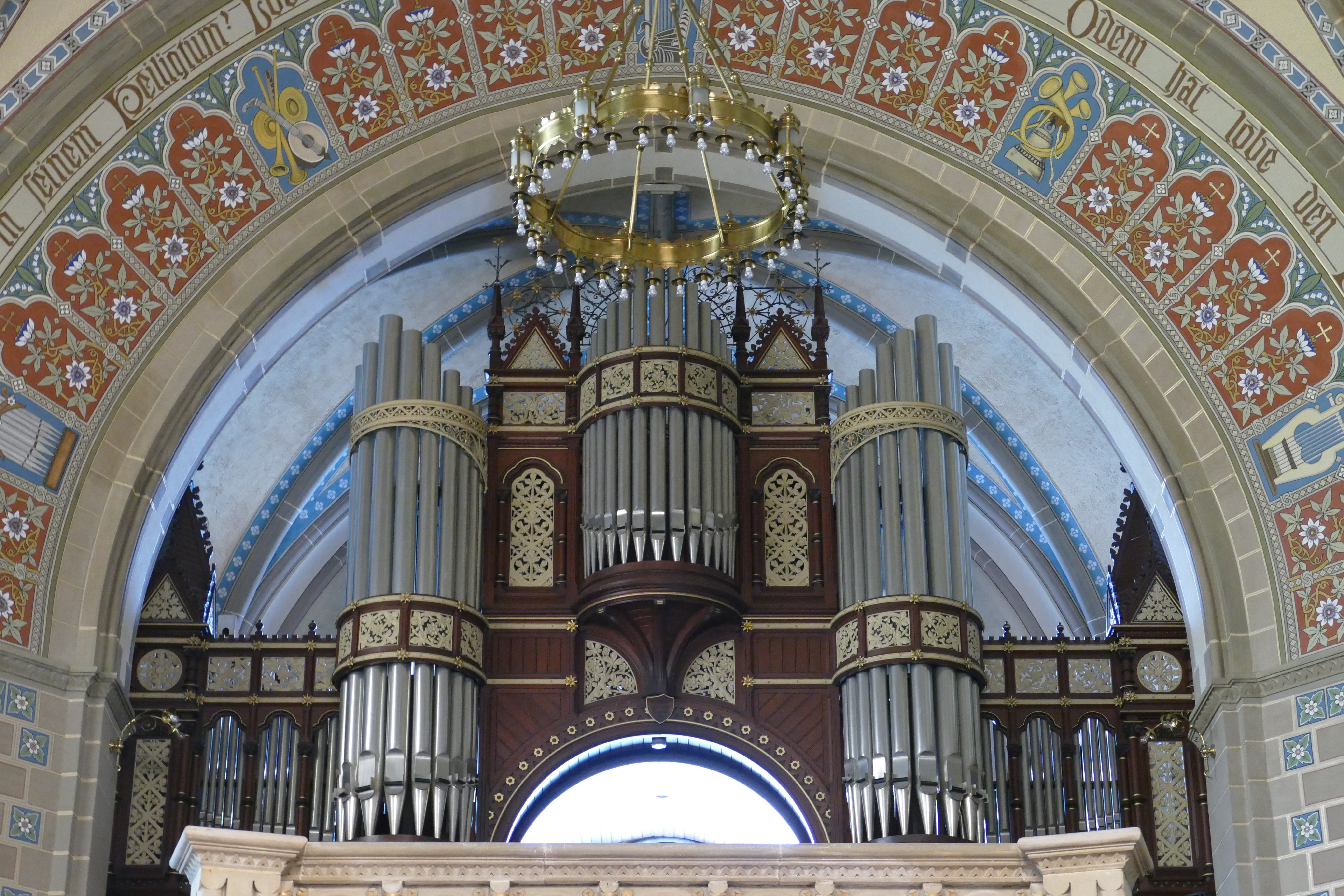
Sauer-Orgel von 1902

Die große Orgel wurde 1902 von dem Orgelbauer Wilhelm Sauer (Frankfurt/Oder) in einem vom Architekten geplanten Orgelprospekt mit 40 Registern auf drei Manualen und Pedal als Opus 864 erbaut. Ursprünglich sollte die Orgel im Halbrund der Apsis über dem Kanzelaltar stehen, um so die Einheit der drei Prinzipalstücke (Hauptstücke) des evangelischen Gottesdienstes – Kanzel, Altar und Orgel – zu betonen, wie dies auch das Wiesbadener Programm vorsah. Doch schien dem Presbyterium der Platz hinter der Kanzel zu eng, so dass die Orgel auf der geräumigeren Westempore gebaut wurde. Das Instrument wurde von den finanzkräftigen Rheydter Familien Pferdmenges, Junkers und Heydt gestiftet; ihre Namen finden sich in einem kleinen hölzernen Wappenschild am Orgelprospekt. Das Instrument wurde im Zuge der Orgelbewegung zweimal umgebaut, 1937 durch Paul Faust (Schwelm) und 1951/57 durch Willi Peter (Köln). Hierbei wurde der Klang aufgehellt und romantische Register wurden durch barocke ersetzt. Doch war Willi Peter, der Generalvertreter der Firma Sauer im Rheinland, noch bei Wilhelm Sauer ausgebildet worden und ging bei seinem Umbau der Rheydter Orgel entsprechend respektvoll mit dem Pfeifenmaterial um. Rund 80 % der Originalsubstanz blieben erhalten. So konnte die Orgelbauwerkstatt Karl Schuke (Berlin) 1985–1987 die Orgel weitgehend in den Zustand von 1902 zurückversetzen. Der originale pneumatische Spieltisch wurde in den 1950er Jahren durch einen neuen elektrischen ersetzt. 1987 bekam die Orgel einen neuen Spieltisch, der äußerlich den Sauer-Spieltischen angeglichen ist. Die Trakturen blieben elektro-pneumatisch: Elektrisch vom Spieltisch bis zum Relais, dann original pneumatisch. Im November/Dezember 2012 wurde die Orgel nach neuesten Erkenntnissen zum historischen Sauer-Orgelklang von Orgelbauer Matthias Wagner, der damals bei der niederländischen Orgelbaufirma Verschueren (Heythuysen) arbeitete, grundlegend neu intoniert. Im Jahr 2021 erneuerte Wagner den Gebläsemotor sowie die gesamte Elektrik inklusive der Setzeranlage. Ebenfalls wurde im Pedal das Register Quintbass 10 2⁄3′, das 1902 geplant, aber nicht realisiert worden war, nach Dorstfelder Vorbild rekonstruiert. Von 2002 bis 2022 war Kirchenmusikdirektor Udo Witt Organist der Orgel, ihm folgte im Februar 2022 Pascal Salzmann. Die Disposition lautet (III/P/40 + 1 Pedaltransmission):
| I Hauptwerk C–g3 |                  |     |             |
| 01.              | Principal        | 16′ | (1902/1985) |
| 02.              | Principal        | 08′ | (1902/1985) |
| 03.              | Flute harmonique | 08′ | (1902)      |
| 04.              | Gamba            | 08′ | (1985)      |
| 05.              | Gedackt          | 08′ | (1902)      |
| 06.              | Gemshorn         | 08′ | (1902)      |
| 07.              | Octave           | 04′ | (1902)      |
| 08.              | Rohrflöte        | 04′ | (1902)      |
| 09.              | Octave           | 02′ | (1902)      |
| 10.              | Cornett III–IV   | 04′ | (1902)      |
| 11.              | Mixtur IV        | 02′ | (1985)      |
| 12.              | Trompete         | 08′ | (1902/1985) |

| II Oberwerk C–g3 |                  |     |             |
| 13.              | Bourdon          | 16′ | (1902/1985) |
| 14.              | Principal        | 08′ | (1902/1985) |
| 15.              | Lieblich Gedackt | 08′ | (1902)      |
| 16.              | Concertflöte     | 08′ | (1985)      |
| 17.              | Salicional       | 08′ | (1902)      |
| 18.              | Fugara           | 04′ | (1985)      |
| 19.              | Flauto dolce     | 04′ | (1902)      |
| 20.              | Piccolo          | 02′ | (1902)      |
| 21.              | Sesquialtera II  |     | (1902)      |
| 22.              | Klarinette       | 08′ | (1985)      |

| III Schwellwerk C–g3 |                    |     |        |
| 23.                  | Lieblich Gedackt 0 | 16′ | (1985) |
| 24.                  | Geigenprincipal    | 08′ | (1985) |
| 25.                  | Fernflöte          | 08′ | (1902) |
| 26.                  | Aeoline            | 08′ | (1985) |
| 27.                  | Voix celeste       | 08′ | (1985) |
| 28.                  | Quintatön          | 08′ | (1902) |
| 29.                  | Traversflöte       | 04′ | (1902) |
| 30.                  | Violine            | 04′ | (1985) |
| 31.                  | Oboe               | 08′ | (1902) |

| Pedalwerk C–f1 |                             |         |             |
| 32.            | Kontrabass                  | 16′     | (1902)      |
| 33.            | Violon                      | 16′     | (1985)      |
| 34.            | Subbass                     | 16′     | (1902)      |
|                | Lieblich Gedackt (= Nr. 23) | 16′     |             |
| 35.            | Quintbass                   | 10 2⁄3′ | (2021)      |
| 36.            | Octavbass                   | 08′     | (1902)      |
| 37.            | Cello                       | 08′     | (1902/1985) |
| 38.            | Gedacktbass                 | 08′     | (1902)      |
| 39.            | Octave                      | 04′     | (1902)      |
| 40.            | Posaune                     | 16′     | (1902)      |

- Koppeln:
  - Normalkoppeln: II/I, III/I, III/II, I/P, II/P, III/P
  - Suboktavkoppeln: III/III
  - Superoktavkoppeln: I/I, SupI/Ped
- Spielhilfen: Registercrescendo, feste Kombinationen (pp, p, mf, f, ff), Setzeranlage